# Ministerio de Ultramar (Francia)
El Ministerio de Ultramar (en francés: Ministère des Outre-mer) es un ministerio del Gobierno de Francia responsable de coordinar la acción del gobierno en los departamentos de ultramar, las comunidades de ultramar, Nueva Caledonia y la Isla Clipperton y participar en el desarrollo e implementación de normas aplicables en estas comunidades.
Heredero del Ministerio de las Colonias (en francés: Ministère des Colonies) creado en 1894, se convirtió en Ministerio de la Francia de Ultramar (en francés: Ministère de la France d'Outre-mer) en 1946, adquiriendo su denominación actual en 2012. En algunos períodos, el cargo fue encabezado por un Secretario de Estado o un viceministro, perdiendo así su condición de ministerio integrante del Gabinete de la República Francesa.
El ministro es Manuel Valls desde el 23 de diciembre de 2024.

## Historia
El Cardenal Richelieu organizó las primeras formas de administración central para las colonias francesas de la época, creando en 1626 la oficina del «gran maestro, jefe y superintendente de comercio y navegación en Francia» (grand maître, chef et surintendant du commerce et de la navigation en France). Se convirtió en 1710 en una «oficina de colonias» adscrita al Secretario de Estado de Marina. Durante la Revolución, la Asamblea Nacional Constituyente creó una dirección a cargo de las colonias en 1791. El vínculo con la Marina Nacional francesa, creado en 1626, se mantuvo y los asuntos coloniales se mantuvieron bajo el Ministerio de Marina hasta la Tercera República.
Por decreto del 24 de junio de 1858, Napoleón III creó un Ministerio de Argelia y las Colonias (Ministère de l'Algérie et des Colonies), que incluía una dirección de asuntos de la Argelia francesa, extraída del Ministerio de Guerra, y la dirección de las Colonias del Ministerio de Marina. Estuvo a cargo de su primo, el Príncipe Napoleón José Carlos Bonaparte y fue suprimido el 24 de noviembre de 1860.
Posteriormente, Léon Gambetta en 1881 convirtió a la Dirección de Colonias en subsecretaría de Estado dentro del Ministerio de Marina, que luego adjuntó al Departamento de Comercio. Jules Grévy, por decreto del 30 de enero de 1882, adscribió la Administración de las Colonias al Ministerio de Marina.
El Ministerio de las Colonias no apareció de forma independientemente hasta 1894. El objetivo era centralizar la gestión de las colonias francesas. Se instaló en 1910 en el Hôtel de Montmorin, en el número 27 de la rue Oudinot, en el VII Distrito de París, un edificio que todavía funciona como sede del ministerio. Albert Lebrun mantuvo la cartera durante tres años, entre 1911 y 1914, bajo los gobiernos de Caillaux, Poincaré y Doumergue.

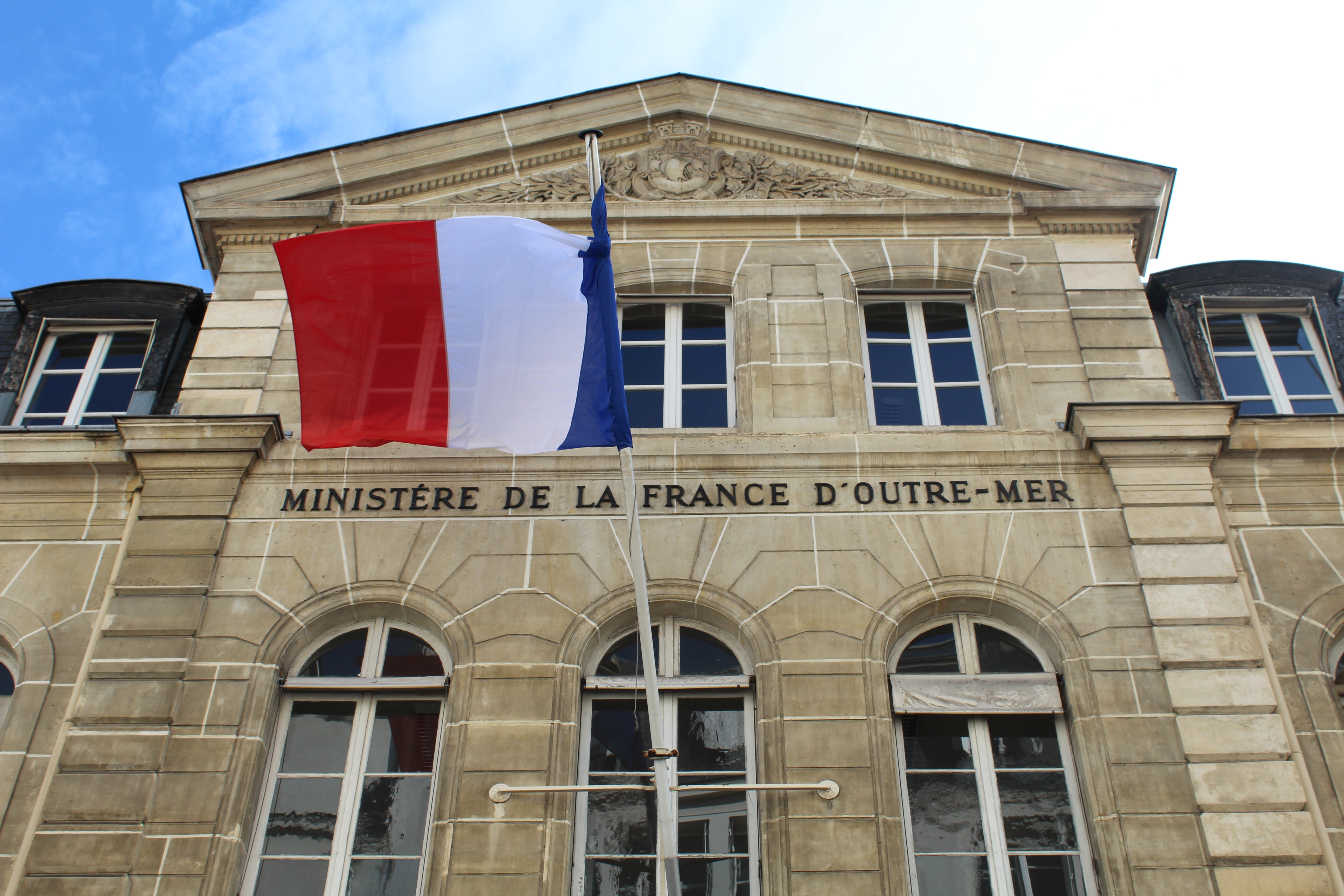
Entrada al Ministerio.

A raíz de la Liberación, el Gobierno provisional de la República Francesa cambió el nombre del ministerio para evitar la noción de supremacía de la metrópoli que implicaba el término «colonia». El decreto del 26 de enero de 1946 reemplazó al Ministerio de las Colonias por el Ministerio de la Francia de Ultramar (Ministère de la France d'Outre-mer). Marius Moutet fue su primer titular.
Martinica, Guadalupe, Guayana Francesa y Reunión, que fueron convertidas en departamentos de ultramar en 1946, pasaron a depender del Ministerio del Interior. La descolonización restringió cada vez más el poder del ministerio porque las relaciones con los países recientemente independizados se confiaron al Ministerio de Cooperación.
En 1959, el ministerio tomó el nombre de Ministerio del Sahara y los Departamentos y Territorios de Ultramar (Ministère du Sahara et des Départements et Territoires d'Outre-mer) a cargo de los departamentos de ultramar y de los departamentos franceses de Argelia. La sucesiva independencia en 1960 de las antiguas colonias africanas y el fin de la guerra de Argelia en 1962 interrumpieron la organización del ministerio, que pasó a denominarse de los Departamentos y Territorios de Ultramar (Départements et Territoires d'outre-mer). En los años siguientes el ministerio evoluciona, volviéndose sucesivamente:
- Ministerio delegado al Primer Ministro en el gobierno de Michel Debré de 1959 a 1960, luego nuevamente en el gobierno de Jacques Chaban-Delmas de 1969 a 1971, en el primer gobierno de Michel Rocard de corta duración en 1988 y en el segundo gobierno de Alain Juppé de 1995 a 1997.
- Ministerio con facultades plenas a cargo de un Ministro de Estado al final del gobierno de Michel Debré y luego en los primeros cuatro gobiernos de Georges Pompidou de 1960 a 1968 y finalmente al final del gobierno de Jacques Chaban-Delmas de 1971 a 1972.
- Ministerio con facultades plenas en el cuarto gobierno de Pompidou en 1968, en el segundo gobierno de Pierre Messmer de 1973 a 1974, luego en el segundo gobierno de Jacques Chirac de 1986 a 1988 (el ministro Bernard Pons fue secundado por un secretario de Estado a los problemas del Pacífico Sur), en el segundo gobierno de Rocard y los sucesivos de Edith Cresson, Pierre Bérégovoy, Édouard Balladur y en el primero de Alain Juppé de 1988 a 1995, en todos los gobiernos del quinquenio de Jacques Chirac de 2002 a 2007, es decir, los tres de Jean-Pierre Raffarin y el de Dominique de Villepin, y finalmente desde el 16 de mayo de 2012 en los dos primeros gobiernos de la presidencia de François Hollande dirigidos por Jean-Marc Ayrault, así como el primer gobierno de Manuel Valls.
- Ministerio dependiente del Ministerio del Interior, en el segundo gobierno de François Fillon de 2009 a 2012.
- Secretaría de Estado del Primer Ministro del gobierno Maurice Couve de Murville (1968-1969), en el primer gobierno de Pierre Messmer (1972-1973) y en el tercer y último gobierno formado por este último (1974).
- Secretaría de Estado autónoma para los departamentos y territorios franceses de ultramar en el primer gobierno de Jacques Chirac de 1974 a 1976.
- Secretaría de Estado del Ministerio del Interior en los gobiernos de Raymond Barre, los gobiernos de Pierre Mauroy, el gobierno de Laurent Fabius (con el entonces ministro responsable de Nueva Caledonia, Edgard Pisani, de 1984 a 1985) de 1976 a 1986, el de Lionel Jospin de 1997 a 2002 y finalmente en los gobiernos de François Fillon desde 2007 hasta el 5 de noviembre de 2009.

Durante la presidencia de François Hollande, en mayo de 2012 se volvió a crear un ministerio de jerarquía en el Gabinete de la República Francesa, con la denominación «des Outre-mer».

## Organización

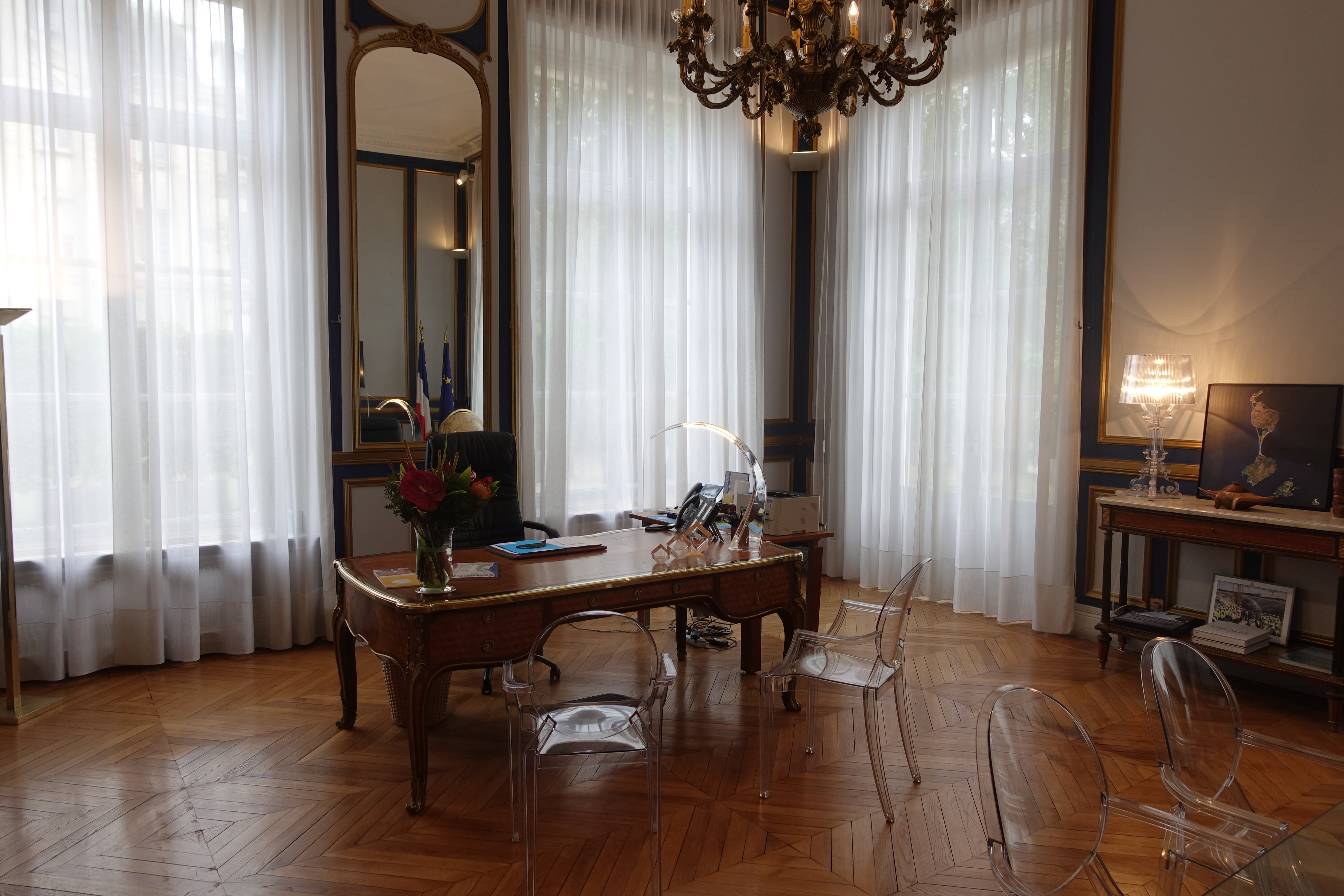
Oficina del ministro.

Los siguientes funcionarios dependen del ministro: oficina del gabinete; correo parlamentario; servicio de prensa e información; misión de trabajo legislativo; embajador delegado para la cooperación regional en la zona de Antillas y Guayana; embajador delegado para la Cooperación Regional en la Zona del Océano Índico; Secretario Permanente para el Pacífico; y asesor militar de defensa.
La organización administrativa del ministerio ha dependido durante mucho tiempo de la estructura establecida en 1979. Incluía dos direcciones, la Dirección de Asuntos Políticos, Administrativos y Financieros para el ejercicio de los poderes soberanos y la administración general, y Dirección de Asuntos Económicos, Sociales y Culturales, responsable del desarrollo económico y la mejora de las condiciones de vida en el extranjero.
Desde el 1 de septiembre de 2008, la delegación francesa de ultramar, que se convirtió en la Dirección General de Ultramar el 2 de octubre de 2013, tiene tres subdirecciones: políticas públicas; asuntos jurídicos e institucionales; y evaluación, previsión y gasto público.